# 阿爾杜薩特鄉

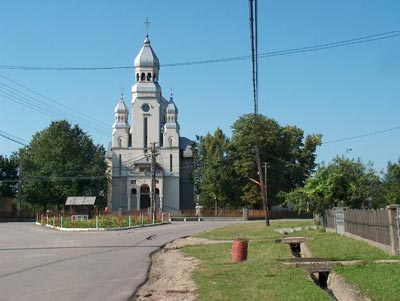

47°39′N 23°22′E / 47.650°N 23.367°E
阿爾杜薩特鄉（羅馬尼亞語：Comuna Ardusat, Maramureș），是羅馬尼亞的鄉份，位於該國西北部，由馬拉穆列什縣負責管轄，面積31平方公里，海拔高度146米，2009年人口2,832，人口密度每平方公里91人。